# یواس‌اس واترز (دی‌دی-۱۱۵)
یواس‌اس واترز (دی‌دی-۱۱۵) (به انگلیسی: USS Waters (DD-115)) یک کشتی بود که طول آن ۳۱۴ فوت ۴ اینچ (۹۵٫۸۱ متر) بود. این کشتی در سال ۱۹۱۸ ساخته شد.